# 加奈部叶人
加奈部 叶人（かなべ かなと、1995年10月3日 - ）は、日本の舞台俳優。TWIN PLANET所属。劇団プレステージの元劇団員。

## 人物
- 特技は英語。講師の経験を持つ。劇団プレステージの動画でも、たびたび英語力を発揮する。
- 好きなものはゲーム、テニス。[1][2]
- つけられたことのあるあだ名は、「ヒデヨシ」「コウヘイ」「かなかな」「かなてぃ」[3]。

## 出演

### 舞台
- RGA Vol.000「BROKEN『ロミオとジュリエット』」（2021年10月22日 - 25日、インディペンデントシアター2nd）[4]
- 陽project第9回公演「忍」（2022年7月28日 - 31日、ぽんプラザホール）- 骸 役
- 劇団プレステージ第18回本公演「シナリオに映る半月」（2023年2月22日 - 26日、劇場MOMO）[5]

### イベント
- 夏だ!千本だ!劇プレだ!ファミマー大感謝祭!!〜卒業式と始業式〜（2022年8月27日、千本桜ホール）

### その他
- うたう!役者100人展!!（主催：gekichap）[6]